# カナシミレンサ
「カナシミレンサ」は、日本のガールズバンド・MARIAの6作目のシングル。

## 概要
- 前作「さよなら 大好きな人」から約11ヶ月ぶり、アルバム『Day by day』からの先行シングル。
- 翌年にTATTSUが胸郭出口症候群を発症したことに伴い解散したため、今作が自身最後のシングルとなった[1]。
- 表題曲はテレビアニメ『戦場のヴァルキュリア』のオープニングテーマに起用された。テレビアニメのタイアップを手掛けるのは「HEART☆BEAT」以来3作ぶり、アニメ関連としては通算4作目となった。
- カップリング曲はTBS系列『第10回サン・クロレラクラシック』のテーマソングに起用された。『サン・クロレラクラシック』のタイアップを手掛けるのは「My road」以来2作目となった。

## 収録曲
1. カナシミレンサ [3:52]
作詞：愛華
作曲：TATTSU
編曲：明石昌夫
2. 未来への軌跡 [4:24]
作詞：あゆか
作曲：すみだしんや
編曲：明石昌夫
3. カナシミレンサ (TV Edit) [1:35]
作詞：愛華
作曲：TATTSU
編曲：明石昌夫
表題曲のアニメサイズバージョン。
4. カナシミレンサ (Instrumental) [3:51]
作曲：TATTSU
編曲：明石昌夫
表題曲のインストゥルメンタルバージョン。

## タイアップ
- 独立UHF放送局系テレビアニメ『戦場のヴァルキュリア』後期オープニングテーマ (#1)
- TBS系列スポーツ中継番組『第10回サン・クロレラクラシック』テーマソング (#2)

## 収録アルバム
- Day by day (#1)
- MARIA BOX (#1,2)
- 戦場のヴァルキュリア ソングコレクション (#1)